# Ennucula astricta
Ennucula astricta is een tweekleppigensoort uit de familie van de Nuculidae. De wetenschappelijke naam van de soort is voor het eerst geldig gepubliceerd in 1931 door Tom Iredale.